# Mesomphalia
Mesomphalia é um gênero de besouros que possui catorze espécies catalogadas. No Brasil eles se distribuem na Bahia, em Goiás, nas regiões sudeste e sul e também se distribuem na Argentina.